# Scoparia polialis
Scoparia polialis là một loài bướm đêm trong họ Crambidae.